# Зуррік
Зуррік (мальт. Żurrieq; абоЗ-Зуррік, мальт. Iż-Żurrieq) — одне з найстаріших міст Мальти. Станом на листопад 2005 року в місті проживало трохи менше 10 тис. осіб. Знаходиться на південному сході острова Мальта.
Свято католицької покровительки міста, Катерини Олександрійської — найважливіше свято міста й одне з найкрасивіших свят на Мальті. Під час свята влаштовують феєрверк, а в місті виставляють прикрашену статую святої. Друге за важливістю свято міста — 16 липня, свято Богоматері Марії Кармельської.

## Визначні місця
До визначних пам'яток Зурріка належать:
- Блакитний Грот (Іль-хней, Il-Ħnejja)
- Вітряк Шаролла (Xarolla)
- Нещодавно розкопані катакомби поблизу вітряка, поряд з селом Сафі

## Галерея

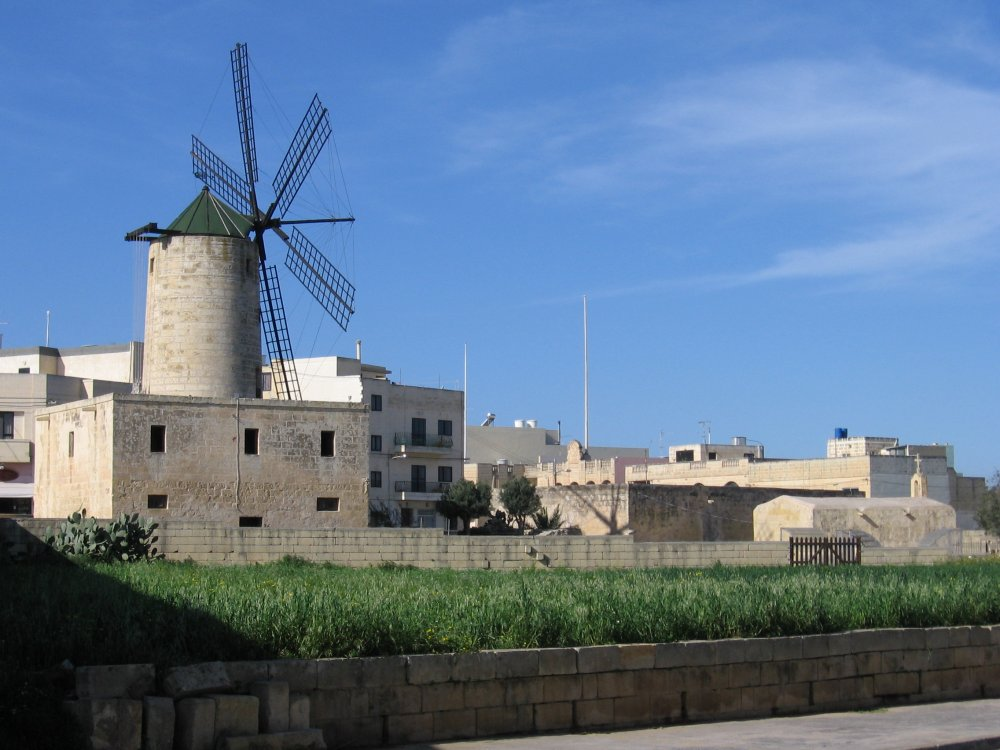
вітряк Шаролла в Зуррік
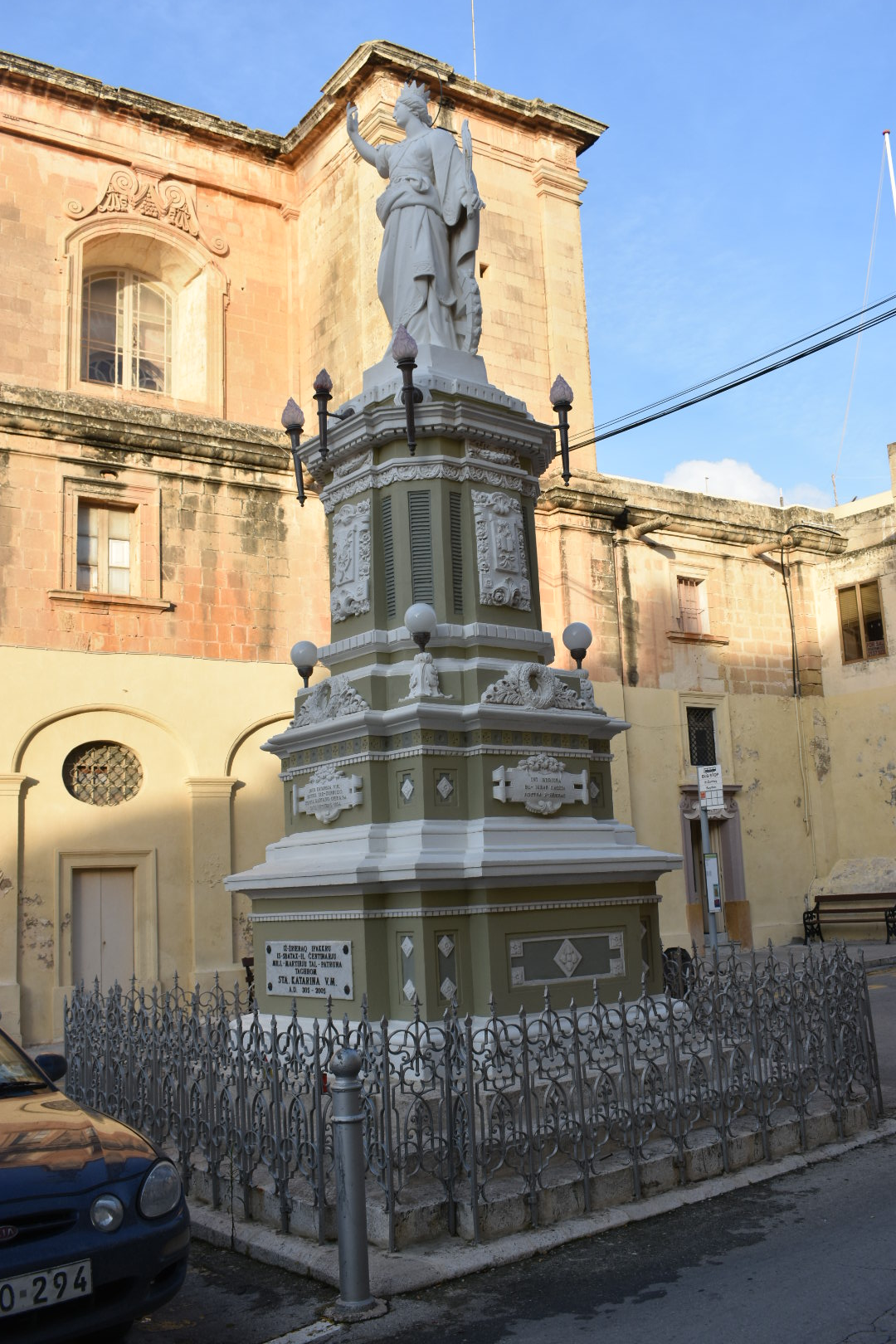
Статуя Св. Катерини
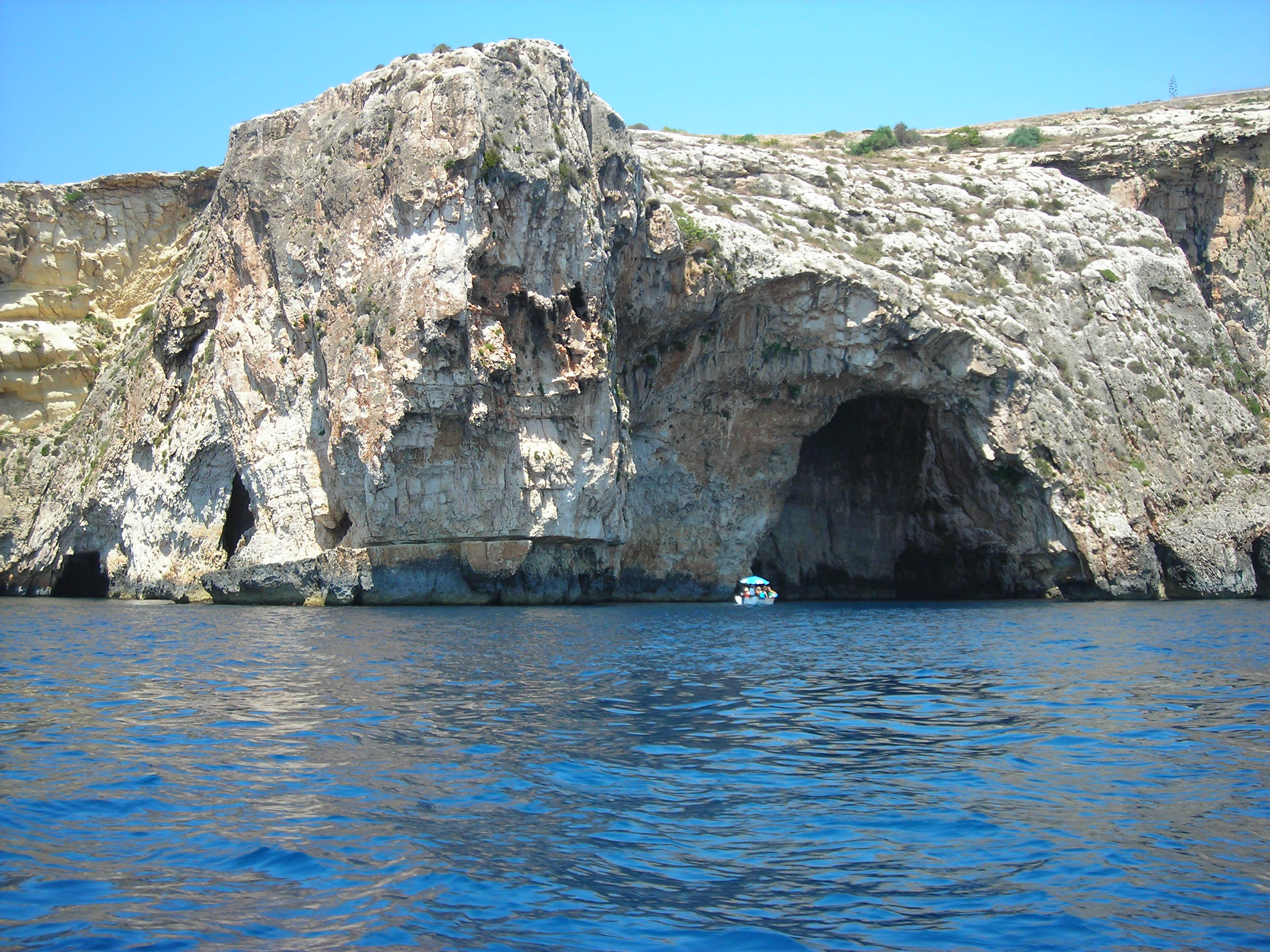
Блакитний грот